# Zagłębie Sosnowiec (piłka nożna) w sezonie 1960
Historia sezonu 1960 w wykonaniu piłkarzy Zagłębia Sosnowiec.
Ówczesna nazwa klubu: Stal Sosnowiec.
Drużyna Stali Sosnowiec przystępowała do sezonu 1960 w roli beniaminka. Na stanowisku trenera pozostał Alojzy Sitko. Kadrę osłabiło odejście Masłonia z powodu kontuzji. Natomiast do zespołu dołączyli: Bucki, Fulczyk, R. Marek, Strzałkowski i Strzoda. Stal zaczęła sezon od wyjazdowej porażki na Stadionie Śląskim z Polonią Bytom. W drugim meczu, przed własną publiczności nowi piłkarze zaprezentowali swoje umiejętności strzeleckie – Strzoda zdobył 2 gole, a Fulczyk – 1. Zaliczając kilka zwycięstw po 8 kolejkach drużyna Stali objęła prowadzenie w ligowej tabeli. Rundę wiosenną sosnowiczanie zakończyli na 3 miejscu, co dawało kibicom nadzieję na powtórzenie sukcesu z 1955 r.

Runda rewanżowa rozpoczęła się od dwóch porażek, co oznaczało niższe lokaty w tabeli. 7 sierpnia 1960 r. Czesław Uznański rozegrał swój setny mecz w I lidze – było to spotkanie Lechia Gdańsk – Stal (3:2), w którym zdobył 2 bramki. Stali najwyraźniej nie szło, bowiem seryjnie traciła punkty. 2 zwycięstwa z ŁKS Łódź oraz przede wszystkim z walczącą o utrzymanie Gwardią Warszawa upewniło sosnowiczan, że pozostaną w lidze.

## Kadra
Bramkarze: Aleksander Dziurowicz, Józef Machnik

Obrońcy: Władysław Bucki, Antoni Komoder, Franciszek Skiba, Roman Strzałkowski, Włodzimierz Śpiewak

Pomocnicy: Alojzy Fulczyk, Paweł Jochemczyk, Witold Majewski, Ryszard Marek, Zbigniew Myga, Jan Ząbczyński

Napastnicy: Antoni Ciszek, Andrzej Gaik, Henryk Strzoda, Karol Śmiłowski, Czesław Uznański, Zdzisław Wola

Trener: Alojzy Sitko

Prezes: Henryk Studencki

### Przybyli
- Władysław Bucki (wychowanek)
- Alojzy Fulczyk (Unia Oświęcim)
- Ryszard Marek (Tarnovia Tarnów)
- Roman Strzałkowski (ŁKS Łagiewniki)
- Henryk Strzoda (AKS Niwka)

### Odeszli
- Marian Masłoń (kontuzja)

## Rozgrywki ligowe[5]
W sezonie 1960 w I lidze wystartowało 12 drużyn:
1. Górnik Zabrze – mistrz Polski 1959,
2. Gwardia Warszawa,
3. Lechia Gdańsk,
4. Legia Warszawa,
5. ŁKS Łódź,
6. Odra Opole – beniaminek,
7. Pogoń Szczecin,
8. Polonia Bydgoszcz,
9. Polonia Bytom,
10. Ruch Chorzów,
11. Stal Sosnowiec (Zagłębie) – beniaminek
12. Wisła Kraków.

### Runda wiosenna
| Nr kolejki | Data       | Miejsce, ilość widzów                    | Gospodarz skład | Gość skład | Wynik | Bramki                                                              | Sędzia      | Uwagi |
| ---------- | ---------- | ---------------------------------------- | --- | --- | ----- | ------------------------------------------------------------------- | ----------- | --- |
| 1          | 13.03.1960 | Chorzów Stadion Śląski 20.000            | Polonia Bytom Szymkowiak – Dymarczyk, Olejniczak, Widawski, Wieczorek, Grzegorczyk, Apostel, Trampisz, Kempny, Liberda, Pielot (40' Pogrzeba) Trener: Niemiec  | Stal Sosnowiec Machnik – Skiba, W. Śpiewak, Komoder, Fulczyk, Jochemczyk, Ciszek, Myga, Uznański, W. Majewski, Strzoda Trener: Sitko                                       | 1:0   | 1:0 Trampisz 16',                                                   | Mytnik      | Debiut I-ligowy Fulczyka i Strzody w barwach Stali Drużyna Polonii prowadził były trener Stali – Adam Niemiec W drużynie Polonii zagrał były zawodnik Stali – Józef Wieczorek |
| 2          | 20.03.1960 | Sosnowiec Stadion Ludowy 20.000          | Stal Sosnowiec Machnik – Skiba, W. Śpiewak, Komoder, Fulczyk, Jochemczyk, Ciszek, Myga, Uznański, W. Majewski, Strzoda Trener: Sitko                           | Polonia Bydgoszcz Burchardt – Dziadek, Murzyn, Jędrzejczak, J. Boniek, Malinowski, Stachowicz, Kowalski, M. Norkowski, Armknecht, Lubawy Trener: M. Jezierski              | 4:0   | 1:0 Uznański 1', 2:0 Strzoda 6', 3:0 Fulczyk 22', 4:0 Strzoda 29'   | Banasiuk    | |
| 3          | 27.03.1960 | Chorzów Stadion Śląski 30.000            | Górnik Zabrze Szołtysek – Olszówka, Oślizło, Hajduk, Kowalski, Olejnik, Jankowski, Pol, Kowal, Lentner, Czech Trener: Lugr                                     | Stal Sosnowiec Machnik – Skiba, W. Śpiewak, Komoder, R. Marek, Fulczyk, Ciszek, Myga, Uznański, W. Majewski, Śmiłowski Trener: Sitko                                       | 0:0   | brak                                                                | Pasierski   | Debiut ligowy Ryszarda Marka w barwach Stali |
| 4          | 03.04.1960 | Sosnowiec Stadion Ludowy 25.000          | Stal Sosnowiec Machnik – Skiba, W. Śpiewak, Komoder, R. Marek (46' Jochemczyk), Fulczyk, Ciszek, Myga, Uznański, W. Majewski, Śmiłowski Trener: Sitko          | Lechia Gdańsk H. Gronowski – Kusz, Korynt, Lenc, Szyndlar, Krzysiak, Wieczorkowski, Apolewicz, Rogocz, Nowicki, Antos Trener: Serafin                                      | 2:1   | 0:1 Nowicki 18', 1:1 Myga 34' (rzut karny), 2:1 Uznański 66'        | Majdan      | |
| 5          | 09.05.1960 | Warszawa Stadion Dziesięciolecia 60.000  | Legia Warszawa Fołtyn – Grzybowski, Woźniak, Mahseli, Pędziach, Brychczy, Zientara, Gadecki, Błażejewski, H. Nowak, Gmoch (46' Ciupa) Trener: Górski           | Stal Sosnowiec Machnik – Skiba, W. Śpiewak, Komoder, Fulczyk, Jochemczyk, Ciszek, Myga, Uznański, W. Majewski, Śmiłowski (46' Wola) Trener: Sitko                          | 1:0   | 1:0 Brychczy 13'                                                    | Kóska       | Debiut I-ligowy Woli w barwach Stali Legia nie wykorzystała rzutu karnego |
| 6          | 15.05.1960 | Łódź stadion ŁKS 12.000                  | ŁKS Łódź Ligocki – Szczepański, Wlazły, Walczak, Suski, Sarna, Jezierski (40' Sass), Kowalec, Szymborski, Soporek, Wieteski Trener: Radwański                  | Stal Sosnowiec Machnik – Skiba, W. Śpiewak (25' Ząbczyński), Komoder, Fulczyk, Jochemczyk, Ciszek, Myga, Uznański, W. Majewski, Śmiłowski Trener: Sitko                    | 1:3   | 0:1 Ciszek 30', 0:2 Fulczyk 60', 1:2 Szymborski 75', 1:3 Ciszek 78' | Sekuła      | |
| 7          | 22.05.1960 | Sosnowiec Stadion Ludowy 25.000          | Stal Sosnowiec Machnik – Skiba, W. Śpiewak, Komoder, Fulczyk, Jochemczyk, Ciszek, Uznański, W. Majewski, Myga, Śmiłowski Trener: Sitko                         | Odra Opole Kściuk – Strociak, Brejza (42' Kleszcz), Wrzos, Prudło, B. Blaut, Stemplowski, Jarek, Gajda, Piechaczek, Klik Trener: T. Wieczorek                              | 2:1   | 1:0 Uznański 27', 2:0 Myga 70' (rzut karny), 2:1 Gajda 83'          | Biernacik   | |
| 8          | 29.05.1960 | Kraków stadion Wisły 15.000              | Wisła Kraków Leśniak – Monica, Kawula, Budka, Michel, Jędrys, M. Machowski, Sykta, Adamczyk, Śmiałek, Kościelny Trener: Kósa                                   | Stal Sosnowiec Dziurowicz – Skiba, W. Śpiewak, Komoder, Fulczyk, R. Marek, Ciszek, Myga, Uznański, W. Majewski, Śmiłowski (12' Gaik) Trener: Sitko                         | 0:1   | 0:1 Myga 51'                                                        | Nowak       | Debiut I-ligowy Gaika w barwach Stali |
| 9          | 01.06.1960 | Sosnowiec Stadion Ludowy 30.000          | Stal Sosnowiec Dziurowicz – Skiba, W. Śpiewak, Komoder, Fulczyk, R. Marek, Ciszek, Myga, Uznański, W. Majewski, Gaik Trener: Sitko                             | Ruch Chorzów R. Wyrobek – Pohl, Siekiera, Pala, Nieroba, Pieda, Łysko, Bem, Schmidt, Gasz, Faber Trener: Cebula                                                            | 1:1   | 1:0 Ciszek 51', 1:1 Bem 65'                                         | Wilczyński  | Drużynę Ruchu prowadził były trener Stali Ewald Cebula |
| 10         | 05.06.1960 | Warszawa Stadion Wojska Polskiego 10.000 | Gwardia Warszawa Stefaniszyn – Woźniak, Jurczak, Hodyra, Wiśniewski, E. Szarzyński, Gawroński, Lewandowski, Hachorek, Z. Szarzyński, Baszkiewicz Trener: Foryś | Stal Sosnowiec Dziurowicz – Skiba, W. Śpiewak, Komoder, Fulczyk (38' Jochemczyk), R. Marek, Ciszek, Myga, Uznański, W. Majewski, Gaik Trener: Sitko                        | 3:0   | 1:0 Gawroński 31', 2:0 Wiśniewski 42', 3:0 Hachorek 83'             | Banasiuk    | |
| 11         | 12.06.1960 | Sosnowiec Stadion Ludowy 10.000          | Stal Sosnowiec Dziurowicz – Skiba, W. Śpiewak, Komoder, R. Marek, Jochemczyk, Ciszek, Myga, Uznański, W. Majewski, Strzoda Trener: Sitko                       | Pogoń Szczecin Mendalko – Leszczyński, Nowacki, Ksol, Krasucki, Jabłonowski, Mielniczek, Anioła, Kielec, Kalinowski (46' Wiśniewski), Gojny Trener: Krygier                | 2:0   | 1:0 W. Majewski 15', 2:0 Uznański 57'                               | Gielig      | |
| 12         | 19.06.1960 | Sosnowiec Stadion Ludowy 15.000          | Stal Sosnowiec Dziurowicz – Skiba, W. Śpiewak, Komoder, Fulczyk, Jochemczyk, Ciszek, Uznański, W. Majewski, Myga, Strzoda Trener: Sitko                        | Polonia Bytom Szymkowiak – Dymarczyk, Olejniczak, Wieczorek, Grzegorczyk, Kohut CzK 60', Lukoszczyk (46' Apostel), Trampisz, Jóźwiak, Liberda, Kempny Trener: Adam Niemiec | 1:2   | 0:1 Kempny 20', 0:2 Liberda 26', 1:2 Jochemczyk 55'                 | Ignaszewski | Drużynę Polonii prowadził były trener Stali – Adam Niemiec W drużynie Polonii zagrał były zawodnik Stali – Józef Wieczorek Mecz rundy jesiennej rozegrany awansem.            |

### Runda jesienna
| Nr kolejki | Data       | Miejsce, ilość widzów                        | Gospodarz skład | Gość skład | Wynik | Bramki | Sędzia     | Uwagi |
| ---------- | ---------- | -------------------------------------------- | --- | --- | ----- | --- | ---------- | --- |
| 13         | 23.07.1960 | Bydgoszcz stadion Polonii 10.000             | Polonia Bydgoszcz Burchardt – Dziadek, J. Boniek, Murzyn, Jędrzejczak, Sylwestrzak, Stachowicz, Kowalski (46' H. Norkowski), M. Norkowski, Armknecht, Komasa Trener: M. Jezierski | Stal Sosnowiec Dziurowicz – Skiba, W. Śpiewak, Komoder, Fulczyk, Ząbczyński, Ciszek, Myga, Uznański, W. Majewski, Strzoda Trener: Sitko                                        | 2:1   | 1:0 M. Norkowski 1', 2:0 M. Norkowski 30', 2:1 Myga 43'                                                                             | Biernacik  | |
| 14         | 30.07.1960 | Sosnowiec Stadion Ludowy 15.000              | Stal Sosnowiec Dziurowicz – Skiba, W. Śpiewak, Komoder, Fulczyk, Ząbczyński, Ciszek, Myga, Uznański, W. Majewski, Strzoda Trener: Sitko                                           | Górnik Zabrze Szołtysek – Franosz, Florenski, Oślizło, Kowalski, Olejnik, Jankowski, Wilczek, Gawik, Pol, Lentner Trener: Dziwisz                                              | 2:2   | 1:0 Myga 19', 1:1 Gawik 43', 1:2 Jankowski 46', 2:2 Ciszek 63'                                                                      | Bilak      | |
| 15         | 07.08.1960 | Gdańsk stadion Lechii 12.000                 | Lechia Gdańsk H. Gronowski (80' Uścinowicz) – Łukasik, Korynt, Lenc, Szyndlar (46' Masiak), Kaleta, Charczuk, Adamczyk, Musiał, Nowicki, Wieczorkowski Trener: Nierychło          | Stal Sosnowiec Dziurowicz – Skiba, W. Śpiewak, Komoder, Fulczyk, Ząbczyński, Ciszek (22' Bucki), Myga, Uznański, W. Majewski, Śmiłowski Trener: Sitko                          | 3:2   | 1:0 Nowicki 9', 2:0 Nowicki 25', 2:1 Uznański 37', 3:1 Musiał 74' (rzut karny), 3:2 Uznański 79'                                    | Zubcow     | Debiut ligowy Buckiego w barwach Stali |
| 16         | 18.09.1960 | Sosnowiec Stadion Ludowy 10.000              | Stal Sosnowiec Dziurowicz – Skiba, W. Śpiewak, Komoder, Fulczyk, Jochemczyk, Ciszek, Myga, Uznański, W. Majewski, Śmiłowski Trener: Sitko                                         | ŁKS Łódź Ligocki, Walczak, Wlazły, Stusio, Sarna, Szczepański, L. Jezierski, Wieteski, Szymborski, Soporek, Kowalec Trener: Radwański                                          | 2:0   | 1:0 Myga 21', 2:0 Myga 49' | Maciarz    | |
| 17         | 25.09.1960 | Opole stadion Odry 15.000                    | Odra Opole Kściuk – Strociak, Brejza, Wrzos, B. Blaut, Prudło, Stemplowski, Jarek, Gajda, Piechaczek, Bania Trener: T. Wieczorek                                                  | Stal Sosnowiec Dziurowicz – Skiba, W. Śpiewak, Komoder, Fulczyk, Jochemczyk, Ciszek, Uznański, W. Majewski, Śmiłowski Trener: Sitko                                            | 1:0   | 1:0 Jarek 34' (rzut karny) | Gorączniak | |
| 18         | 02.10.1960 | Sosnowiec Stadion Ludowy 8.000               | Stal Sosnowiec Dziurowicz – Skiba, Komoder, Fulczyk, W. Śpiewak, Jochemczyk, Ciszek, Myga, Uznański, W. Majewski, Śmiłowski Trener: Sitko                                         | Wisła Kraków Leśniak – Monica, Kawula, Snopkowski, Michel, Jędrys, Wójcik, M. Machowski, Miceusz, Śmiałek, Kościelny Trener: Kósa                                              | 1:2   | 0:1 Miceusz 36', 0:2 M. Machowski 81', 1:2 Komoder 82'                                                                              | Majdan     | w 71' Dziurowicz nie wykorzystał rzutu karnego dla Stali |
| 20         | 16.10.1960 | Chorzów stadion Ruchu 20.000                 | Ruch Chorzów R. Wyrobek – Pohl, Siekiera, Pala, Nieroba, Pieda, Polok, Bem, Schmidt, Łysko, Faber Trener: Szolar                                                                  | Stal Sosnowiec Dziurowicz – Skiba, W. Śpiewak, Komoder, Fulczyk, Jochemczyk, Ciszek, W. Majewski, Uznański, R. Marek, Strzoda (46' Myga) Trener: Sitko                         | 2:0   | 1:0 Schmidt 85', 2:0 Nieroba 87' | Bilak      | |
| 21         | 23.10.1960 | Sosnowiec Stadion Ludowy 12.000              | Stal Sosnowiec Dziurowicz – Skiba, W. Śpiewak, Komoder, Fulczyk, Jochemczyk, Ciszek, Uznański, W. Majewski, Myga, R. Marek Trener: Sitko                                          | Gwardia Warszawa Stefaniszyn (32' Drewniak) – Piotrkowski, Jurczak, Hodyra, Wiśniewski, Z. Szarzyński, Gawroński, Lewandowski, Hachorek, Baszkiewicz, Troczyński Trener: Waśko | 2:1   | 1:0 Ciszek 3', 2:0 Myga 31', 2:1 Lewandowski 88' (rzut karny)                                                                       | Biernacik  | |
| 19         | 26.10.1960 | Sosnowiec stadion przy Al. Mireckiego 10.000 | Stal Sosnowiec Dziurowicz – Skiba, W. Śpiewak, Komoder, Fulczyk, Jochemczyk, Ciszek, Uznański (46' Strzałkowski), W. Majewski, Myga, Śmiłowski Trener: Sitko                      | Legia Warszawa Fołtyn – Mahseli (46' Nowara), Woźniak, Grzybowski, Strzykalski, Brychczy, Zientara, Gadecki, Pędziach, H. Nowak, Boguszewski Trener: Górski                    | 0:1   | 0:1 Strzykalski 80' | Sekuła     | Debiut ligowy Strzałkowskiego w barwach Stali W Legii wystąpił były zawodnik Stali – Marceli Strzykalski Mecz zaległy, przeniesiony z powodu meczu Legii z Honved Budapeszt |
| 22         | 30.10.1960 | Szczecin stadion Pogoni 5.000                | Pogoń Szczecin Mendalko – Leszczyński, Nowacki, Ksol, Wiśniewski, Jabłonowski, Jaworski, Kielec, Anioła, Krasucki (46' Kalinowski), Wiącek Trener: Brzozowski                     | Stal Sosnowiec Dziurowicz – Skiba, W. Śpiewak, Komoder, Fulczyk, R. Marek (46' Jochemczyk), Ciszek, Uznański, W. Majewski, Myga, Śmiłowski Trener: Sitko                       | 2:4   | 1:0 Kielec 9', 1:1 Myga 17', 1:2 Wiśniewski 19' (gol samobójczy), 1:3 Śmiłowski 50', 2:3 Anioła 65' (rzut karny), 2:4 Śmiłowski 90' | Kania      | |

### Tabela końcowa
Mistrzem Polski został Ruch Chorzów, co dało mu prawo do gry w rozgrywkach Pucharu Mistrzów.

Do II ligi spadły: Gwardia Warszawa i Pogoń Szczecin.

Król strzelców: Marian Norkowski (Polonia Bydgoszcz) – 17 bramek.
| Lp | Klub              | Mecze | Punkty | ZWY | REM | POR | Bramki (+) | Bramki (-) | Uwagi         |
| -- | ----------------- | ----- | ------ | --- | --- | --- | ---------- | ---------- | ------------- |
| 1  | Ruch Chorzów      | 22    | 30     | 12  | 6   | 4   | 41         | 29         | mistrz Polski |
| 2  | Legia Warszawa    | 22    | 29     | 12  | 5   | 5   | 40         | 26         |               |
| 3  | Górnik Zabrze     | 22    | 28     | 12  | 4   | 6   | 52         | 32         |               |
| 4  | Odra Opole        | 22    | 27     | 10  | 7   | 5   | 43         | 28         |               |
| 5  | Polonia Bydgoszcz | 22    | 22     | 9   | 4   | 9   | 30         | 43         |               |
| 6  | Polonia Bytom     | 22    | 21     | 7   | 7   | 8   | 42         | 36         |               |
| 7  | Stal Sosnowiec    | 22    | 21     | 9   | 3   | 10  | 30         | 27         |               |
| 8  | Wisła Kraków      | 22    | 20     | 7   | 6   | 9   | 29         | 38         |               |
| 9  | Lechia Gdańsk     | 22    | 18     | 7   | 4   | 11  | 29         | 35         |               |
| 10 | ŁKS Łódź          | 22    | 18     | 5   | 8   | 9   | 28         | 36         |               |
| 11 | Gwardia Warszawa  | 22    | 17     | 6   | 5   | 11  | 31         | 37         | spadek        |
| 12 | Pogoń Szczecin    | 22    | 13     | 3   | 7   | 12  | 25         | 53         | spadek        |

## Występy piłkarzy

### Występy w lidze
W sezonie wystąpiło 19 zawodników Stali.
- 22 mecze – Antoni Ciszek, Antoni Komoder, Witold Majewski, Zbigniew Myga, Franiszek Skiba, Włodzimierz Śpiewak, Czesław Uznański,
- 21 meczów – Alojzy Fulczyk,
- 16 meczów – Paweł Jochemczyk,
- 15 meczów – Aleksander Dziurowicz,
- 13 meczów – Karol Śmiłowski,
- 8 meczów – Ryszard Marek,
- 7 meczów – Józef Machnik, Henryk Strzoda,
- 4 mecze – Jan Ząbczyński,
- 3 mecze – Andrzej Gaik,
- 1 mecz – Władysław Bucki, Roman Strzałkowski, Zdzisław Wola.

## Zdobywcy bramek

### Zdobywcy bramek w lidze
30 bramek dla sosnowieckiej drużyny zdobyło 9 zawodników Stali i jeden zawodnik Pogoni Szczecin.
- 9 bramek – Zbigniew Myga,
- 6 bramek – Czesław Uznański,
- 5 bramek – Antoni Ciszek,
- 2 bramki – Alojzy Fulczyk, Henryk Strzoda, Karol Śmiłowski
- 1 bramka – Paweł Jochemczyk, Antoni Komoder, Witold Majewski,
- 1 bramka samobójcza – Ryszard Wiśniewski (Pogoń Szczecin)

## Pierwsze razy w barwach Stali

### Pierwszy występ ligowy
- Alojzy Fulczyk – 13.03.1960, Polonia Bytom – Stal Sosnowiec 1:0
- Henryk Strzoda – 13.03.1960, Polonia Bytom – Stal Sosnowiec 1:0
- Ryszard Marek – 27.03.1960, Górnik Zabrze – Stal Sosnowiec 0:0
- Władysław Bucki – od 22 minuty, 07.08.1960, Lechia Gdańsk – Stal Sosnowiec
- Roman Strzałkowski – od 46 minuty, 26.10.1960, Stal Sosnowiec – Legia Warszawa 0:1

### Pierwszy gol w lidze
- Henryk Strzoda – 6 minuta na 2:0, 20.03.1960, Stal Sosnowiec – Polonia Bydgoszcz 4:0
- Alojzy Fulczyk – 22 minuta na 3:0, 20.03.1960, Stal Sosnowiec – Polonia Bydgoszcz 4:0
- Zbigniew Myga – 43 minuta na 2:1, 23.07.1960, Polonia Bydgoszcz – Stal Sosnowiec 2:1
- Antoni Komoder – 82 minuta na 1:2, 02.10.1960, Stal Sosnowiec – Wisła Kraków 1:2

## Ostatnie występy w barwach Stali
- Zdzisław Wola – 09.05.1960, Legia Warszawa – Stal Sosnowiec 1:0
- Henryk Strzoda – 16.10.1960, Ruch Chorzów – Stal Sosnowiec 2:0

## Źródła
1. Jacek Skuta – Zagłębie Sosnowiec. Historia piłki nożnej. Wiara, która przetrwała – Zagłębie SA, Sosnowiec 2018
2. Mirosław Ponczek i Adam Fryc – Dzieje piłki nożnej mężczyzn w Sosnowcu – Progres, Sosnowiec 2006
3. zaglebie.eu – oficjalna strona klubu
4. 100% Zagłębie – www.zaglebie.sosnowiec.pl
5. portal WikiLiga.pl
6. portal 90minut.pl
7. portal hppn.pl